# Creu de terme (Seva)
La Creu de terme de Seva (Osona) és una obra gòtica inclosa a l'Inventari del Patrimoni Arquitectònic de Catalunya.

## Descripció

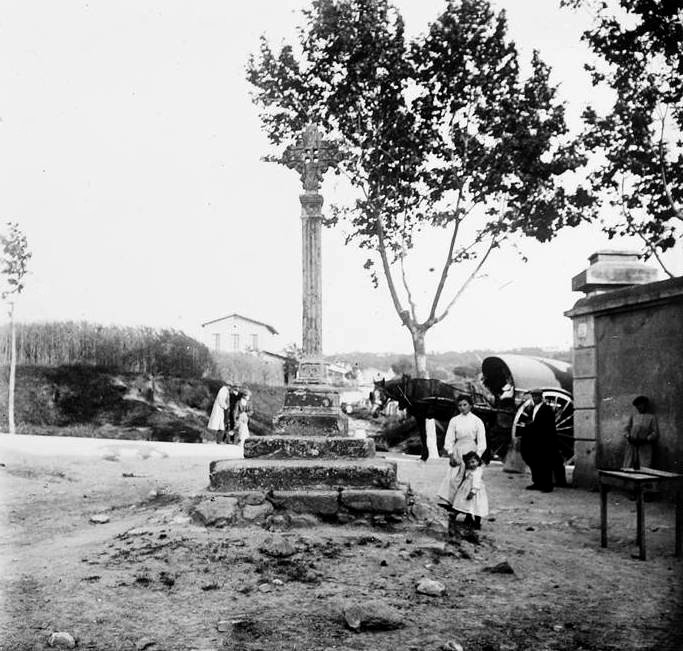
La creu de terme el 1914, en una fotografia de Josep Salvany i Blanch

Creu de terme gòtica en que podem distingir tres parts diferents: una base que sembla l'originària de forma geomètrica amb tres plans superposats i la base de la columna; una columna no original amb tres estries a la part lateral anterior i posterior i damunt la creu pròpiament d'estil gòtic amb formes corbes.

## Història
Sembla que no es ubicada en el lloc originari, durant la guerra es canvià la columna que actualment la sustenta i es canvià el seu emplaçament, però conservant-se molt bé la creu.